# موزه‌های آستان قدس رضوی
موزه‌های آستان قدس رضوی یکی از بزرگترین مجموعه‌های موزه‌ای ایران است که در مشهد قرار دارد. این مجموعه درون حرم امام رضا  در صحن کوثر جای گرفته و محل نگهداری بخشی از مهم‌ترین آثار تاریخی و هنری دورهٔ اسلامی و به خصوص آثار مربوط به تاریخ حرم است. طی سده‌های گذشته آثار مربوط به حرم پس از استفاده، در خزانه نگهداری می‌شدند تا اینکه پس از تصمیم به پایه‌گذاری بنایی به عنوان موزه، در آذر ۱۳۱۶ سنگ بنای موزه گذاشته شد. ساختمان موزه در آذر ۱۳۲۴ گشایش یافت و تا ۱۳۵۰ مورد استفاده بود. در ۱۳۵۵ ساختمان جدیدی برای موزه و کتابخانه ساخته شد و پس از انقلاب ۱۳۵۷ به مرور توسعه یافت.
شمار دقیق آثار موجود در موزه‌های آستان قدس رضوی نامشخص است؛ اما ۸ هزار مورد از آثار آن در قالب ۱۷ گنجینه و در ۱۸ هزار مترمربع زیربنا در معرض نمایش قرار دارد. بزرگترین مجموعهٔ نسخه‌های قرآنی جهان در این موزه نگهداری می‌شود.

## مکان و نحوهٔ بازدید
موزهٔ مرکزی، موزهٔ فرش و موزهٔ قرآن و نفایس در محوطهٔ حرم امام رضا و در ضلع جنوبی حرم و در صحن کوثر واقع شده است و موزهٔ مردم‌شناسی بیرون از حرم و در سمت راست سردر غربی صحن پیامبر اعظم قرار دارد. ایستگاه‌های شهدا و بسیج نزدیک‌ترین ایستگاه‌های مترو به حرم است.

## تاریخچه
آثار تاریخی ساخته‌شده یا وقف‌شده برای حرم پس از استفاده، طی سده‌های گذشته در خزانه نگهداری می‌شده و سیاهه‌های اموالی موجود در بخش نسخ خطی آستان قدس نشان‌دهندهٔ فهرست‌برداری منظم کارگزاران در دوره‌های گذشته است. در سال ۱۳۱۵ شمسی اتاق‌های فوقانی شمال غربی صحن نو (آزادی) و جنوب شرقی صحن کهنه (انقلاب اسلامی) که به یکدیگر متصل بوده به خزانه و محل نگهداری اشیاء اختصاص یافت. پس از تصمیم‌گیری برای ساخت بنایی برای موزه آستان قدس رضوی، نقشه آن را آندره گدار ترسیم نمود و در ۱۴ آذر ۱۳۱۶ سنگ بنای آن با حضور مسئولین و مدیران وقت گذاشته شد.
این بنا توسط مهندس کنتراتیف و بیوک قهرمانی در سه طبقه، یک طبقه زیرزمین و دو طبقه فوقانی به مساحت ۱۰۳۴ مترمربع ساخته و در سال ۱۳۲۴ افتتاح شد (سند شماره ۱۱۸۸۳۳, مورخ ۱۳۳۰/۰۴/۲۲ش). همزمان با ساخت بنای موزه از مهدی بهرامی مدیر وقت موزه ایران باستان برای انتخاب و آماده‌سازی اشیای موجود در خزانه، دعوت شد. وی ۱۹۸ اثر تاریخی و فرهنگی منقول از مجموعه نفایس موجود در مخزن و حرم مطهر انتخاب کرد و برای نمایش آماده کرد. ساختمان این موزه تا سال ۱۳۵۰ مورد استفاده بود اما با توجه به برنامه‌ریزی برای تغییر مکان موزه آثار به محل جدید منتقل شد.
در سال ۱۳۵۵ ساختمان جدیدی برای موزه و کتابخانه آستان قدس رضوی با نقشه مهندسی و نظارت داریوش بوربور ساخته شد. این موزه شامل دو تالار در یک طبقه، به مساحت حدود ۱۳۰۰ متر مربع بود که دکوراسیون داخلی و تجهیز آن توسط «شرکت فرانسوی ژانسن» اجرا شد (سند شماره ۱۰۷۸۴۵ و ۱۰۸۴۹۹) و اشیاء متنوعی مانند: قالی، ظروف، سلاح‌ها و برخی اشیاء و اجزای معماری حرم مطهر مانند وسایل روشنایی و محراب‌ها و درهای حرم در آن به نمایش گذاشته شد. پس از انقلاب ۱۳۵۷ این موزه به مرور توسعه یافت و با تفکیک موضوعی، آثار متنوع وقفی در بخش‌های تخصصی به نمایش درآمد.

## مجموعه‌ها
شمار دقیق آثار موجود در موزه‌های آستان قدس رضوی نامشخص است و تعداد بسیار محدودی از آنها به شکل برخط در دسترس است؛ اما ۸ هزار مورد از آثار آن در قالب ۱۷ گنجینهٔ تخصصی و در ۱۸ هزار مترمربع زیربنا در معرض نمایش قرار دارد. گنجینهٔ تاریخ حرم رضوی اشیایی مانند محراب و درهای نفیس را شامل می‌شود که پیش‌تر در حرم نصب بوده است. گنجینهٔ قرآن و نفایس دربردارندهٔ بزرگترین مجموعهٔ نسخه‌های قرآنی جهان است. از دیگر آثار موجود در گنجینه‌ها می‌توان به هدایای رهبری و مجموعه آثار محمود فرشچیان اشاره کرد. بخش زیادی از آثار گنجینه‌ها مواردی است که توسط افراد گوناگون به موزه اهدا شده است.
| ردیف | مجموعه                           | اندازه      | گشایش        | مکان                 |
| ---- | -------------------------------- | ----------- | ------------ | -------------------- |
| ۱    | گنجینه قرآن و نفایس              | ۲۰٫۰۰۰ مورد | ۲۲ بهمن ۱۳۶۴ | ساختمان قرآن و نفایس |
| ۲    | گنجینهٔ نهج‌البلاغه و صحیفه سجادیه | ۶۰ مورد     | ۱۵ بهمن ۱۴۰۱ | ساختمان قرآن و نفایس |
| ۳    | هدایای رهبر ایران                | ۲۰۰۰ مورد   | ۲۲ بهمن ۱۳۷۳ | ساختمان قرآن و نفایس |
| ۴    | تالار استاد محمود فرشچیان        | ۱۵ مورد     | ۱۳۸۹         | ساختمان قرآن و نفایس |
| ۵    | تاریخ حرم رضوی                   |             | ۱۳۷۸         | موزهٔ مرکزی           |
| ۶    | فرش                              | ۱۰۲ مورد    | ۱۳۷۷         | موزهٔ مرکزی           |
| ۷    | تمبر                             | ۳۰۰۰ مورد   | ۲۱ بهمن ۱۳۶۹ | موزهٔ مرکزی           |
| ۸    | سکه                              | ۱۹۰۰ مورد   | ۱۳۸۸         | موزهٔ مرکزی           |
| ۹    | اسکناس                           |             | ۲۱ بهمن ۱۳۶۹ | موزهٔ مرکزی           |
| ۱۰   | ظروف                             |             | ۸ تیر ۱۳۷۸   | موزهٔ مرکزی           |
| ۱۱   | آبزیان                           |             | ۸ تیر ۱۳۷۸   | موزهٔ مرکزی           |
| ۱۲   | نجوم                             |             | ۸ تیر ۱۳۷۸   | موزهٔ مرکزی           |
| ۱۳   | ساعت                             |             | ۸ تیر ۱۳۷۸   | موزهٔ مرکزی           |
| ۱۴   | مدال                             |             | ۸ تیر ۱۳۷۸   | موزهٔ مرکزی           |
| ۱۵   | سلاح‌های سرد و گرم                |             | ۸ تیر ۱۳۷۸   | موزهٔ مرکزی           |
| ۱۶   | هنرهای تجسمی                     |             | ۸ تیر ۱۳۷۸   | موزهٔ مرکزی           |
| ۱۷   | مردم‌شناسی                        |             | ۱۲ آذر ۱۳۸۵  | گرمابه مهدی قلی‌بیگ   |

## ساختمان موزه مرکزی

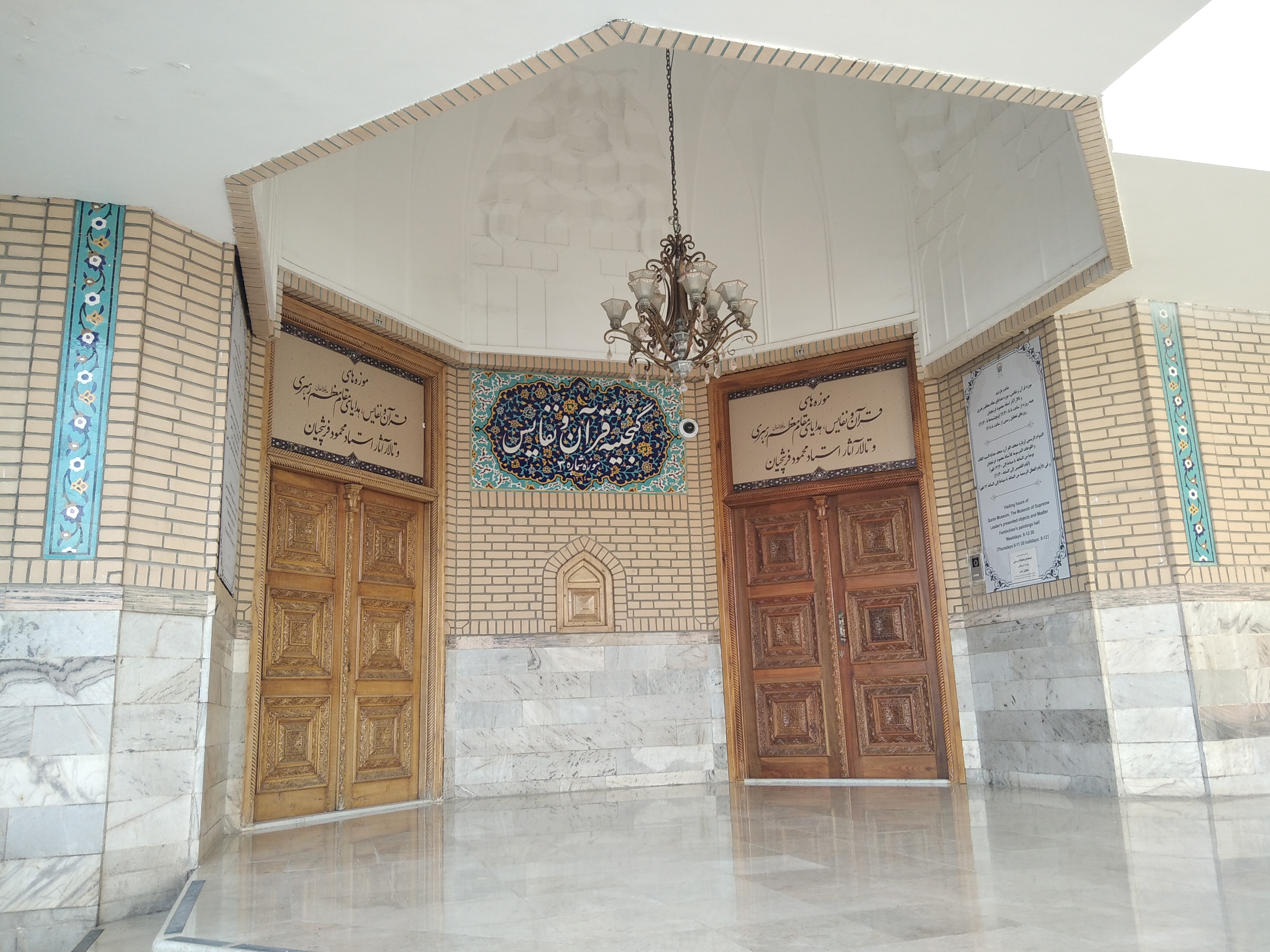
ورودی موزه قرآن و نفایس از صحن کوثر، حرم امام رضا، مشهد، ایران

### گنجینهٔ تاریخ حرم رضوی
آثار به نمایش درآمده در این گنجینه شامل آثار تاریخی حرم می‌باشد که در طی بیش از ۱۰ قرن گذشته برای استفاده در آن نصب بوده یا وقف شده‌است. برخی از مهم‌ترین اشیای آن عبارتند از: ضریح فولادی جوهردار (مربوط به دوره صفوی) و ضریح طلا و نقره (مربوط به دوره پهلوی)، کتیبه‌های طلای مشبک وقفی شاه طهماسب صفوی، کتیبه‌های طلای قلمزنی وقفی شاه عباس صفوی، کتیبه‌ها و سنگ قبرهای تاریخی مربوط به دوره سلجوقی تا دوره صفوی، همچنین درهای چوبی بسیار نفیس و منحصربه‌فرد از دوره مغول تا عصر حاضر، وسایل روشنایی حرم از دوره سلجوقی تا عصر حاضر، قفل‌های حرم از دوره صفوی تا عصر حاضر، آیینه‌های گچبری، وسایل تطهیر، پنجره‌های فولادی و نقره و برنجی، محراب‌های کاشی زرین‌فام حرم مربوط به قرن هفتم هجری، و کاشی‌های زرین‌فام ازاره بقعه مطهر مربوط به قرن هفتم و نمونه‌هایی از کاشی‌های به کار رفته در سایر قسمت‌های حرم و سنگاب تاریخی حرم مربوط به اواخر قرن ششم و اوایل قرن هفتم هجری.

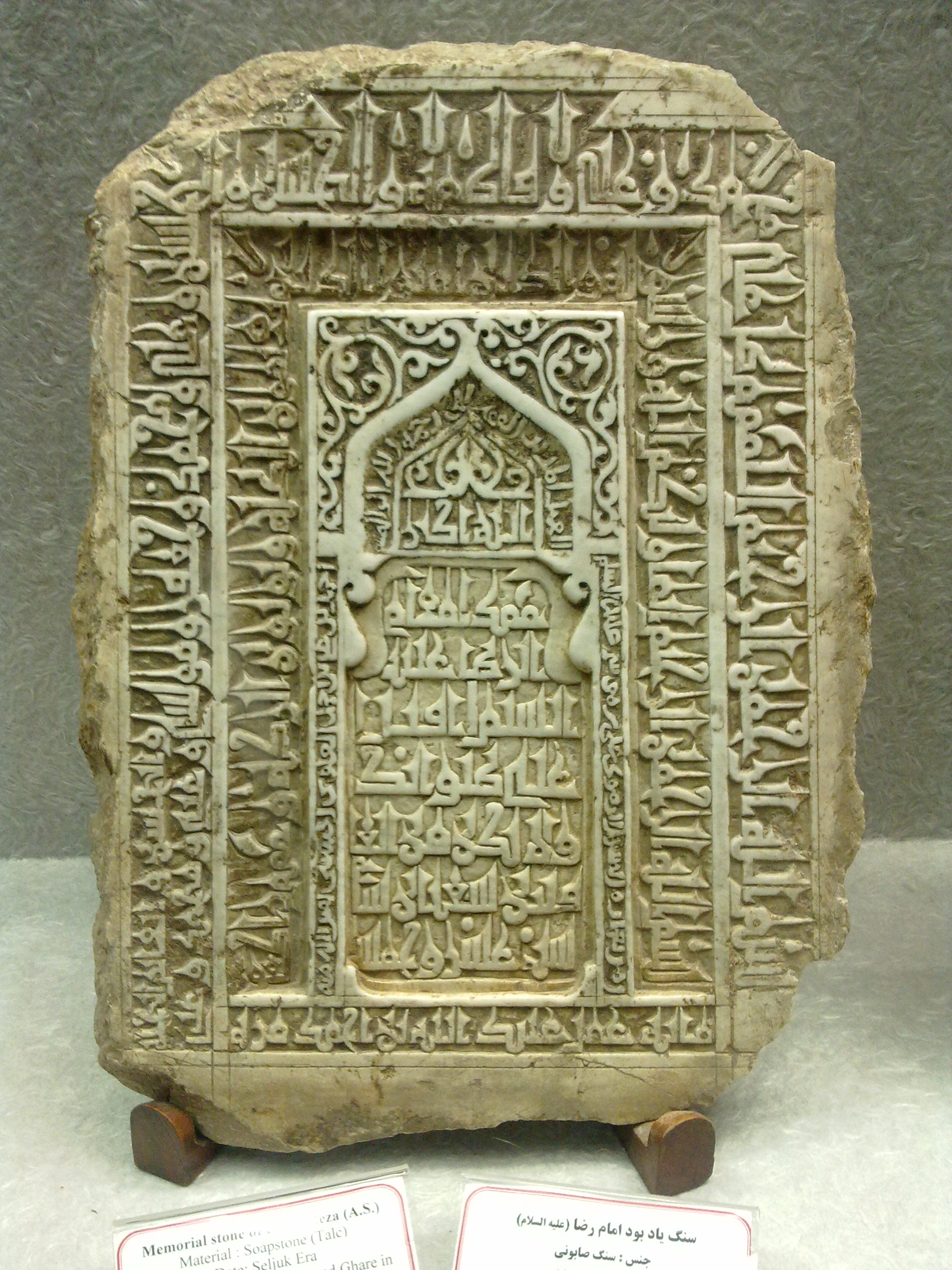
سنگ مقام امام رضا؛ ۵۱۶ قمری؛ سنگ مرمر صابونی؛ ارتفاع: ۴۰ س‌م؛ عرض: ۳۰ س‌م
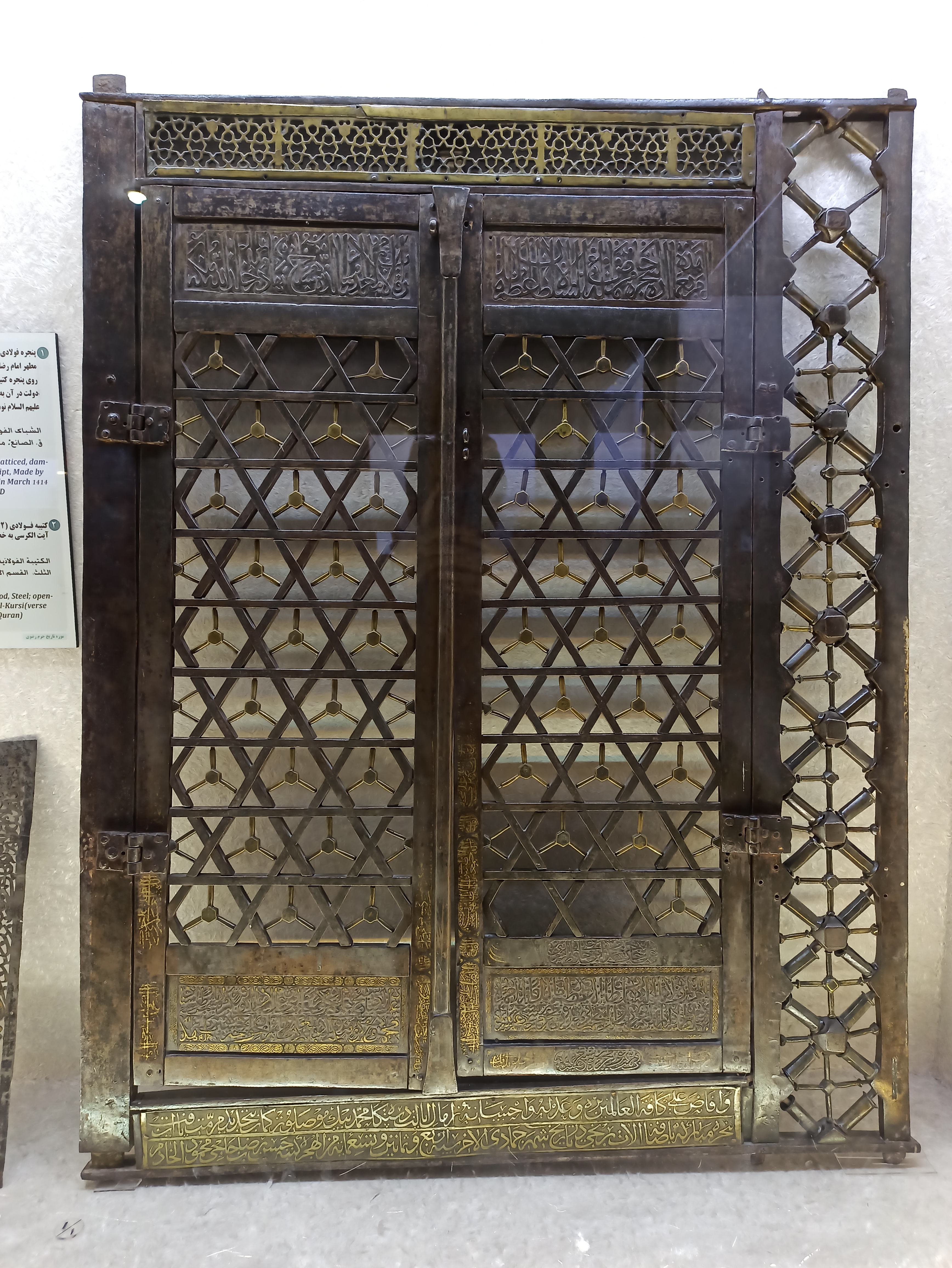
پنجرهٔ فولادی زرکوب؛ ۸۱۷ قمری؛ فولاد؛ بلندی: ۱۲۶ س‌م؛ عرض: ۱۰۰ س‌م
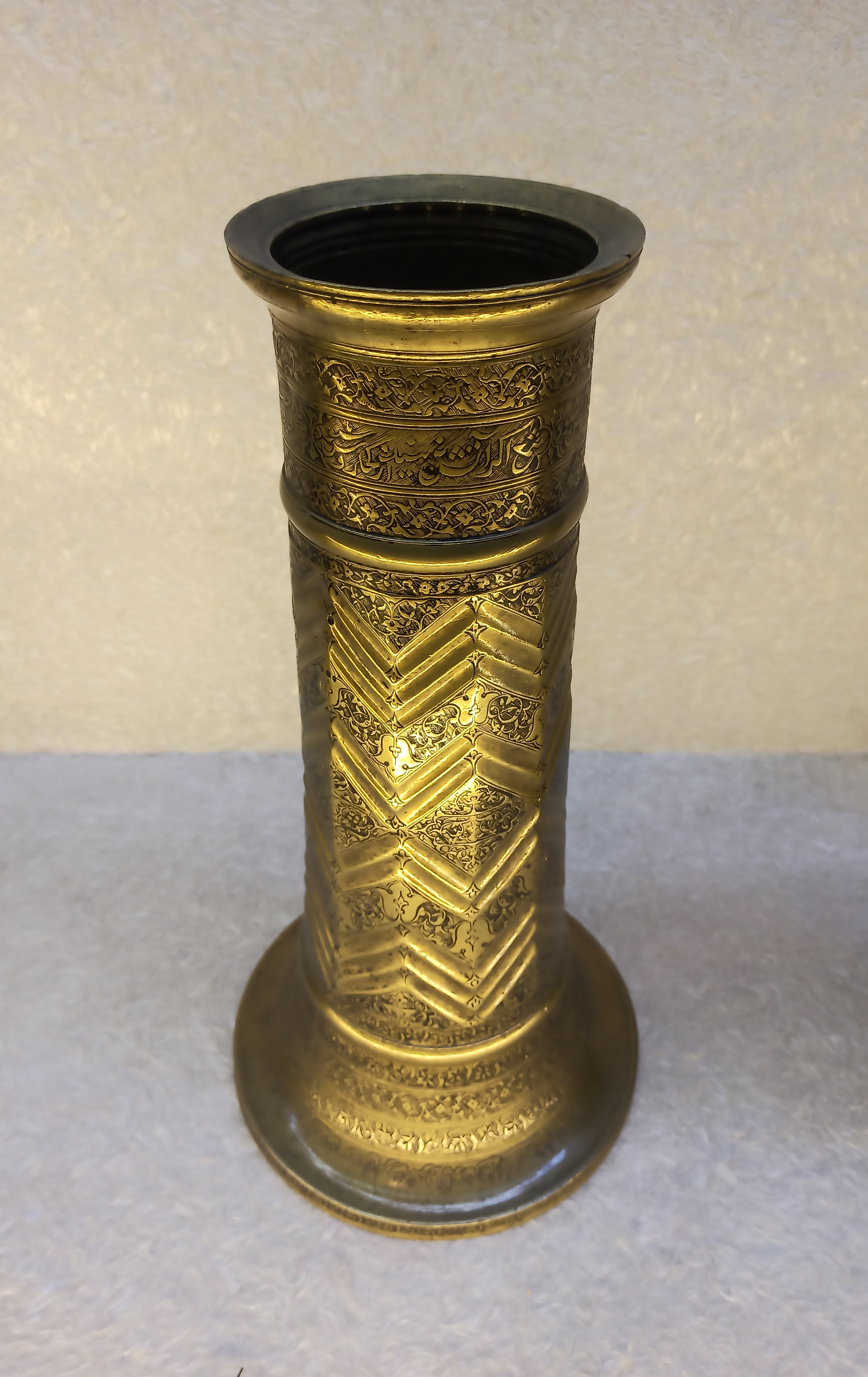
پایه شمعدان برنجی؛ بلندی: ۴۳ س‌م
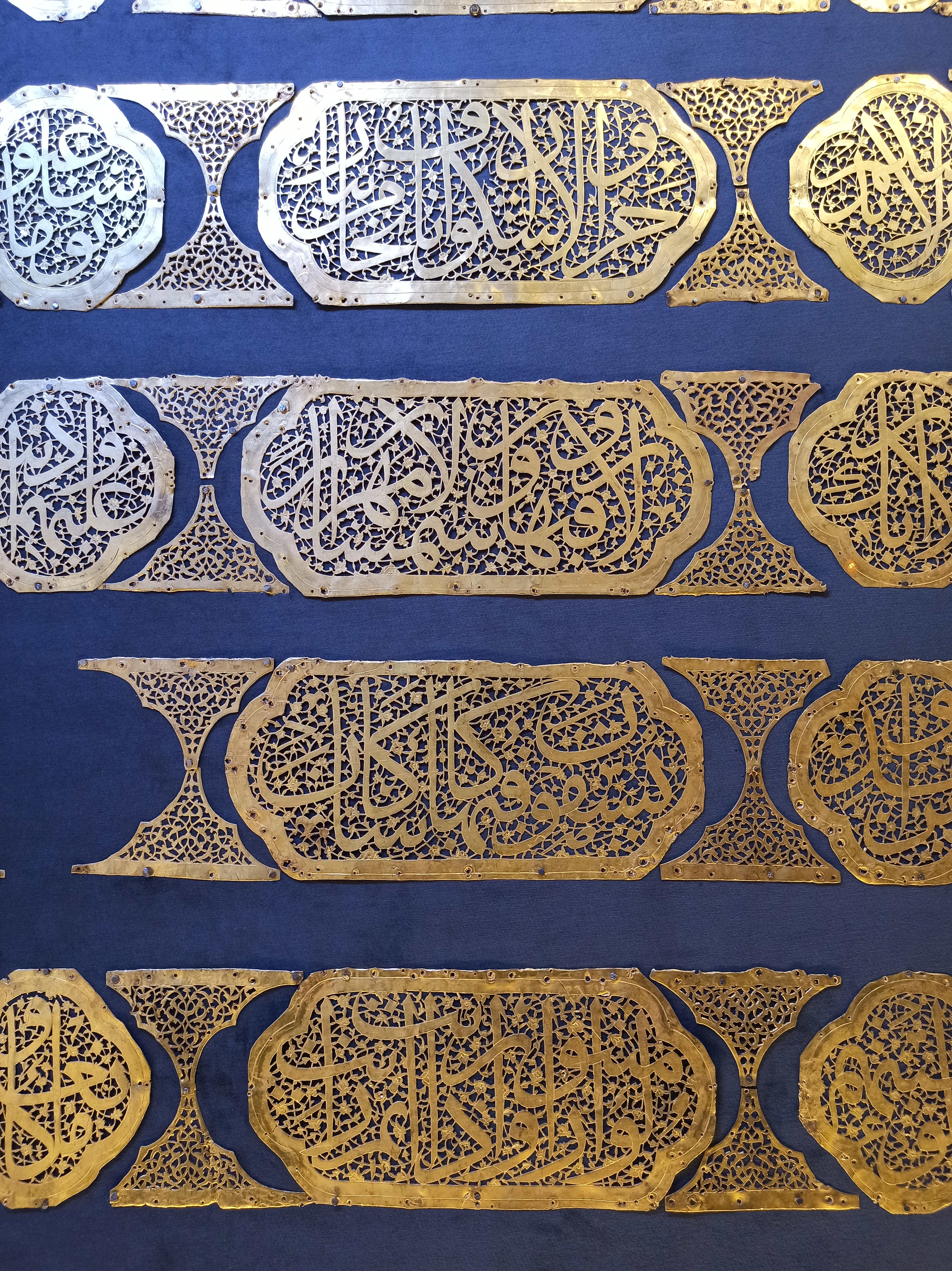
کتیبهٔ طلای مشبک؛ ۹۵۷ قمری

### گنجینه تمبر و اسکناس
این گنجینه در سال ۱۳۶۹ افتتاح شد و در حال حاضر از نظر تعداد و دارا بودن آثار نفیس و منحصر به فرد، غنی‌ترین مجموعه تمبر و اسکناس در کشور محسوب می‌شود. آثار به نمایش درآمده در این بخش حدود ۳۰۰۰ قطعه تمبر و اقلام پستی شامل؛ نامه‌ها، پاکت نامه‌های تمبردار و پاکت‌های مهر روز، کارت پستال‌ها و دیگر اقلام پستی از ایران و کشورهای خارجی عضو در اتحادیه جهانی پست و حدود ۵۰۰ برگ اسکناس‌های کشورهای مختلف است. مجموعه تمبرها و اسکناس‌های ایرانی موجود در این بخش مربوط به دوره‌های قاجار، پهلوی و جمهوری اسلامی می‌باشد. همچنین تعدادی مدال‌های نمایشگاه‌های منطقه‌ای و بین‌المللی «تمبر و تاریخچه پستی» و تعداد بسیار زیادی تمبر و اقلام پستی توسط مجموعه داران ایرانی و خارجی به این موزه اهدا شده‌است.

### گنجینه نجوم و ساعت
این بخش در سال ۱۳۷۸ افتتاح شد و بیشتر آثار به نمایش درآمده در آن اهدایی سید جلال‌الدین تهرانی است که شامل اسطرلاب‌های تخت، کروی، حلقوی، انواع تلسکوپ‌های انعکاسی و شکستی، کره‌های جغرافیایی و آسمانی، ابزارهای اندازه‌گیری و همچنین مجموعه‌ای از ساعت‌های آفتابی، وزنه ای، دیواری و رومیزی می‌باشد. قدیمی‌ترین آثار این بخش مربوط به دوره صفوی و دو اسطرلاب تخت، ساخت استاد عبدالائمه و استاد عبدالعلی جزء میراث وقفی آستان قدس می‌باشد.

### گنجینه سلاح‌های سرد و گرم

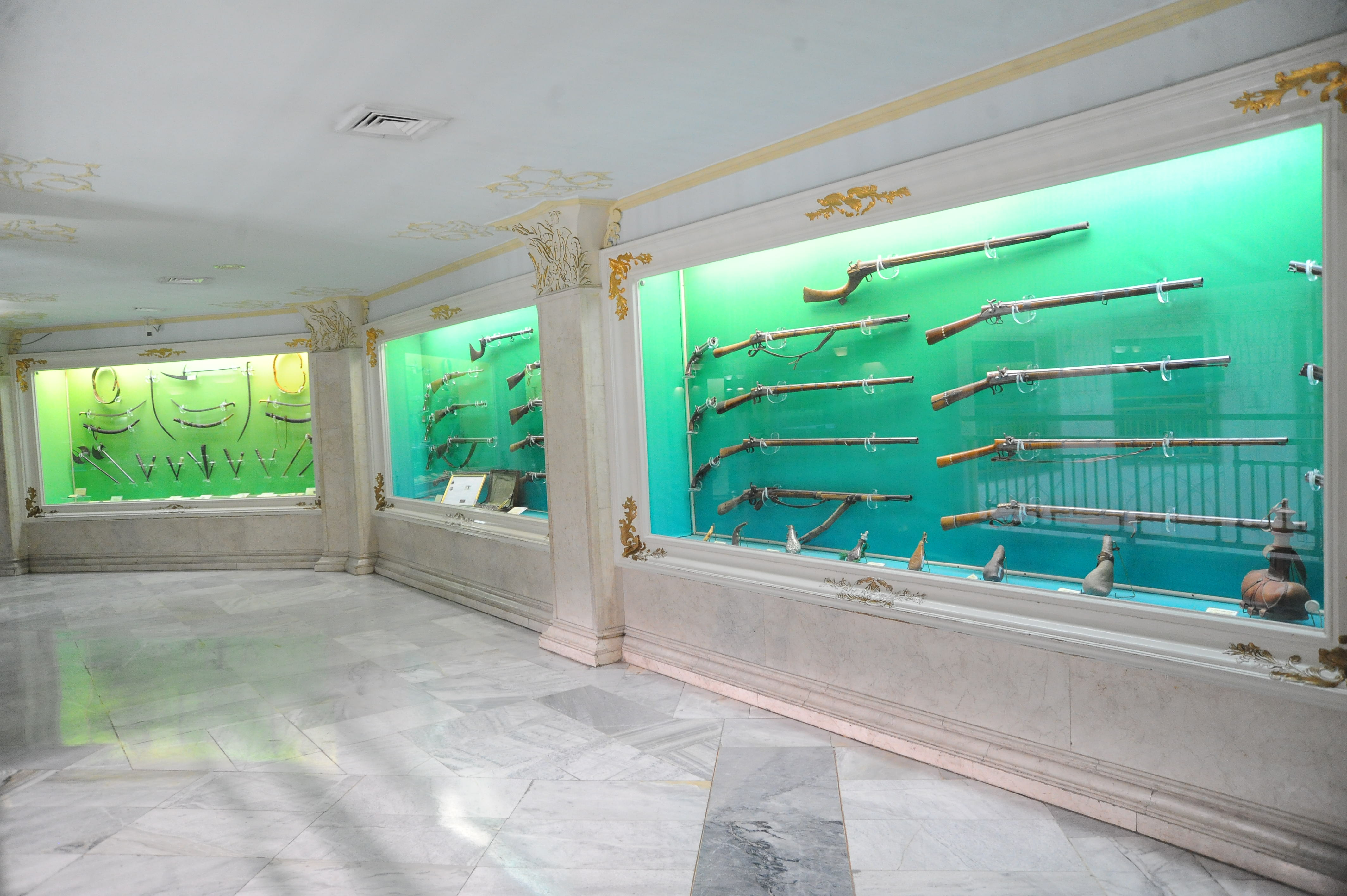
بخش سلاح

این بخش با نمایش منتخبی از سلاح‌های سرد و گرم شامل: زره فولادی مشبک، سپر از پوست کرگدن، شمشیرهای فولاد جوهردار، کارد، تبرزین‌های نقش دار و طلاکاری شده، کمان‌های لاکی روغنی، کلاه خود فولاد زرنگار، نیزه چوبی منقوش (لاک کاری)، تفنگ‌ها و تپانچه‌های سرپر با لوله‌های زرکوب و باروت‌دان‌های عاج، چرمی و فلزی مربوط به دوره صفوی تا قاجار، و یک لباس پارچه‌ای طلسمات (رزم) مربوط به دوره زندیه در سال ۱۳۷۸ افتتاح شد.

### گنجینه ظروف

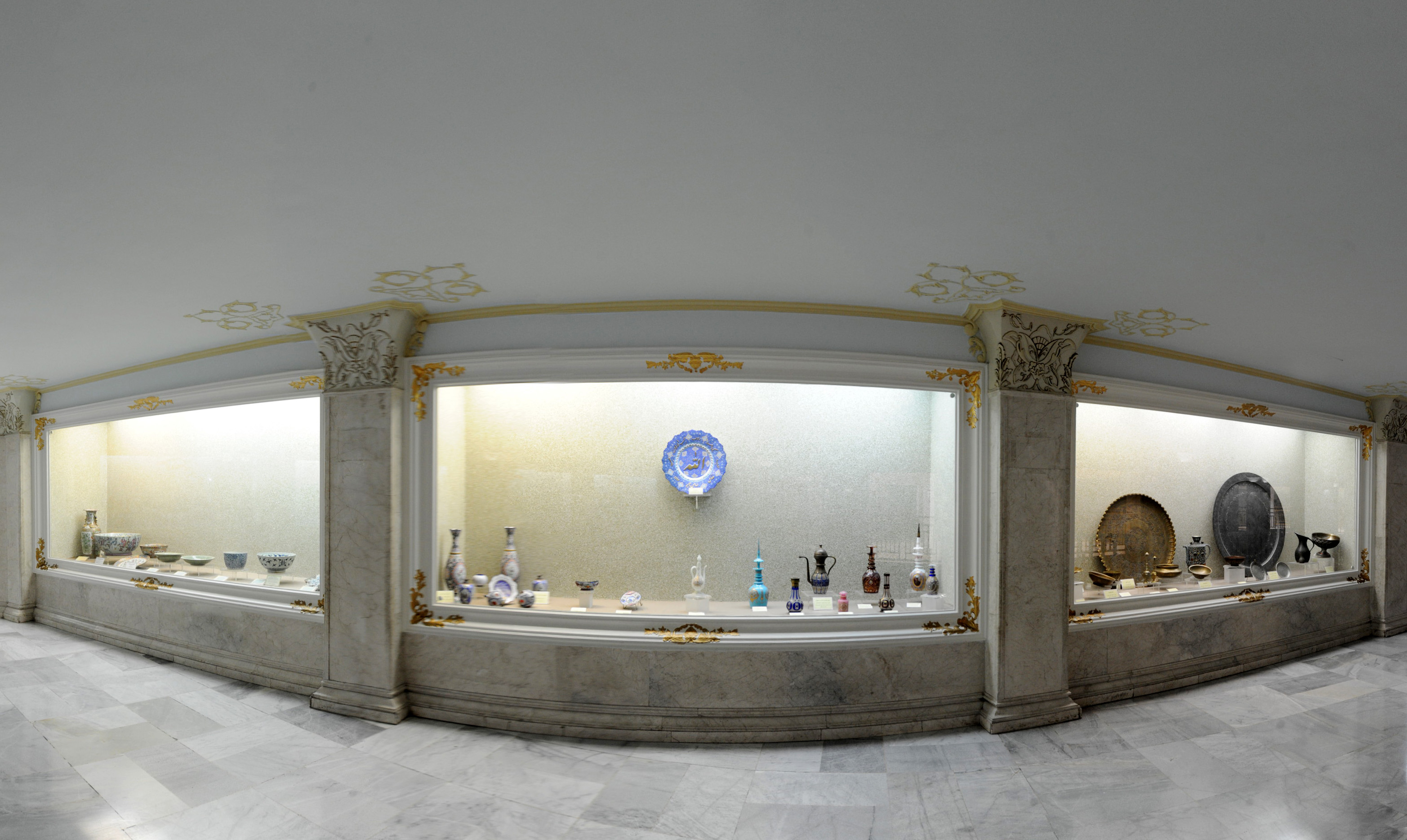
بخش ظروف

این بخش با نمایش منتخبی از مجموعه ظروف سفالی، سلادن، چینی‌های آبی و سفید، چینی‌های پنج رنگ و بلور و بارفتن که بخشی از میراث آستان قدس بود و برخی از آن‌ها اهدا یا وقف شده، و تعدادی حاصل کشفیات علمی و اتفاقی در حرم مطهر بود، در سال ۱۳۷۸ افتتاح شد.

### گنجینه هنرهای تجسمی
این بخش در سال ۱۳۷۸ با نمایش منتخبی از آثار نقاشی هنرمندان ایرانی و خارجی افتتاح شد. از آثار مهم این بخش تابلوهای استاد کمال الملک(۱۲۹۲ ق)، معراج (دوره زندیه)، و ونیز اثر ویلیام جیمز (۱۷۶۱–۱۷۷۱ م)، پرتره پیرمرد (قرن ۱۷ م)، تفرجگاه (۱۶۶۷ م) است.

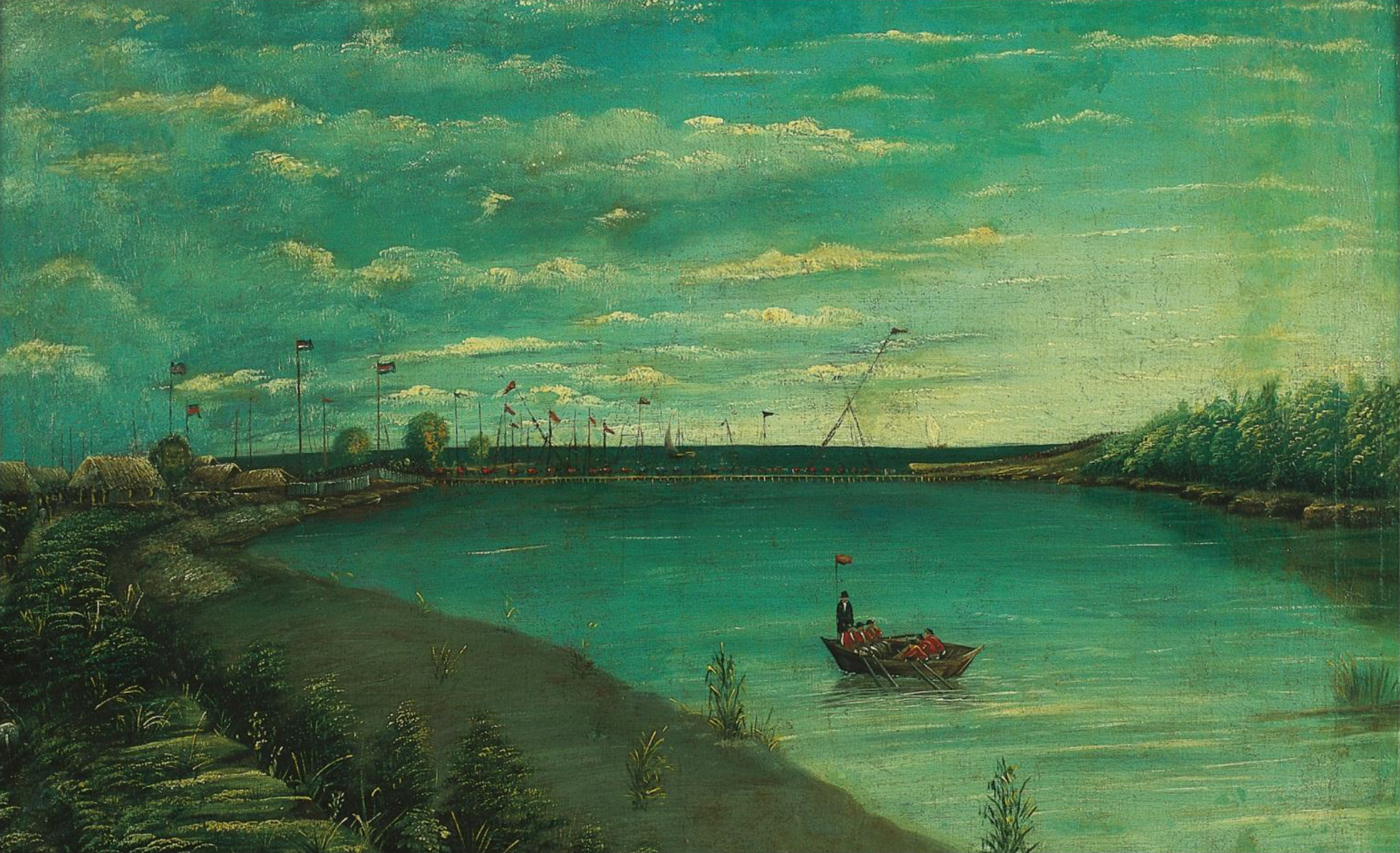
رودخانهٔ شیلات فرح‌آباد؛ اثر کمال‌الملک؛ ۱۲۹۲ قمری؛ رنگ و روغن روی بوم؛ ۱۰۰ × ۷۰ س‌م
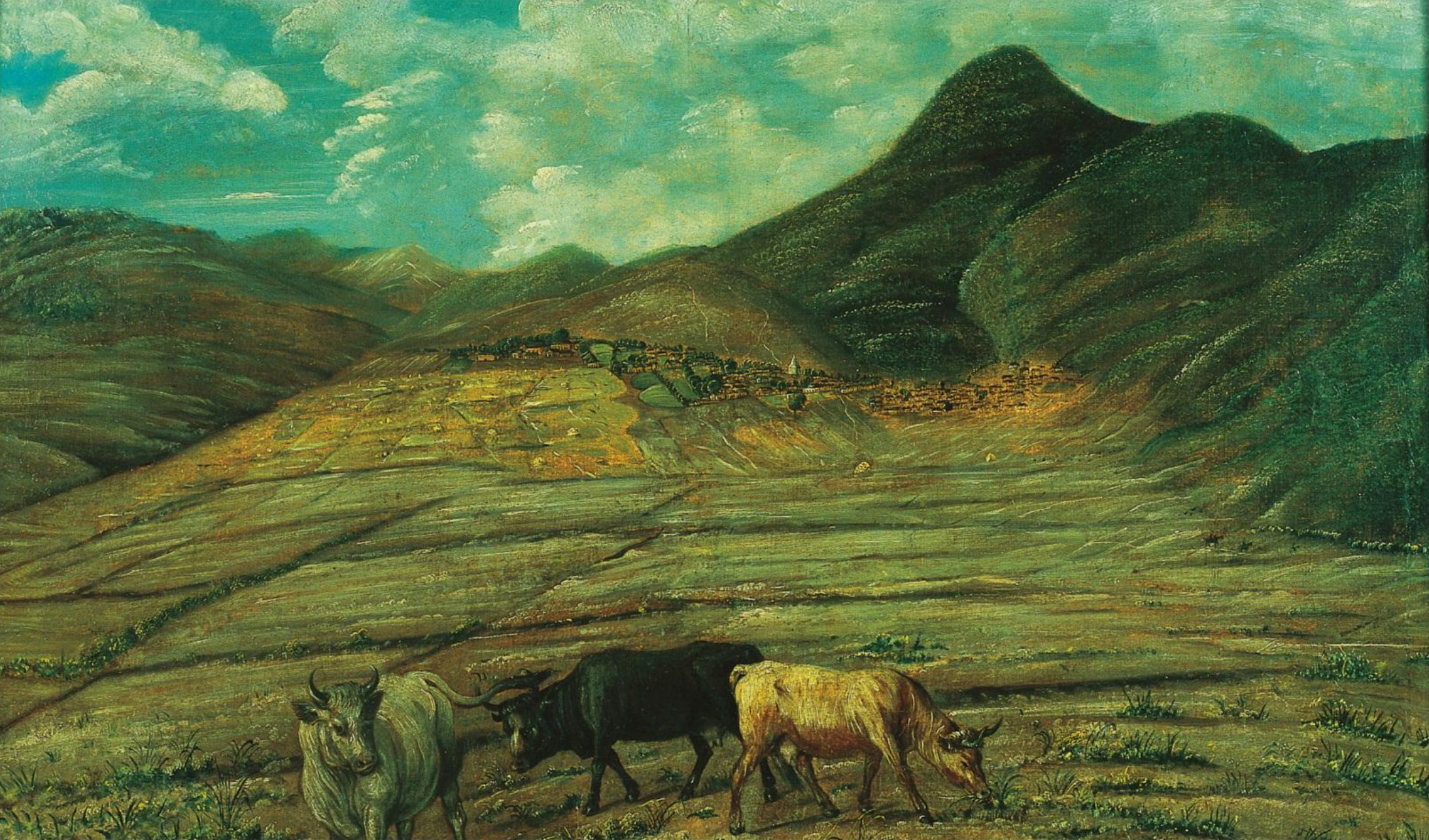
منظرهٔ روستای پول کجور مازندران؛ اثر کمال‌الملک؛ ۱۲۹۲ قمری؛ رنگ و روغن روی بوم؛ ۱۰۰ × ۷۰ س‌م

### گنجینهٔ آبزیان
این بخش با اهدای کلکسیون صدف‌ها و حلزون‌های دریایی، اهدایی «محمد سعید فؤاد وهبه» در سال ۱۳۷۸ ش. افتتاح شد. این مجموعه بی‌نظیر از از سواحل آسیا و اروپا و آمریکا جمع‌آوری و خریداری شده بود. آثار به نمایش درآمده در این بخش مورد استقبال بازدید کنندگان موزه قرار دارد و به مرور صدف‌ها و حلزون‌ها و جانوران دریایی از سواحل ایران نیز به موزه اهدا شده‌است.

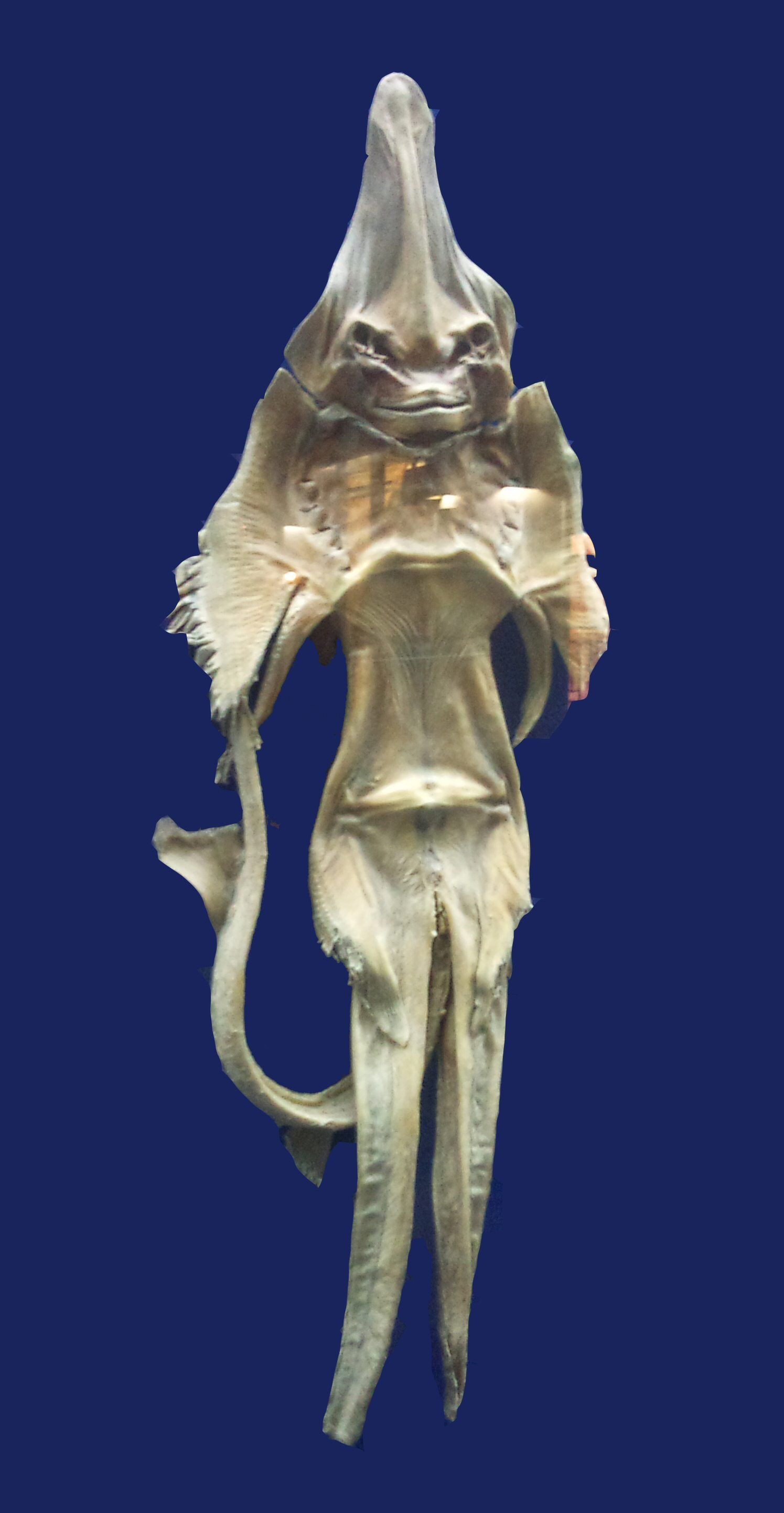
شیطان دریا

### گنجینه سکه
این بخش در سال ۱۳۸۸ ش. مستقل شد و حدود ۱۹۰۰ سکه شامل حلقه‌های مبادلاتی، سکه‌های لیدیه، هخامنشی، مقدونی، سلوکی، شاهان پارس، اشکانی، الیمایی، خاراسن، ساسانی، هپتالیان، هندوسکایی، هندوپارتی، باختری، هون‌ها، شاهان ارمنستان، شاهان باختر، کوشانیان، و سکه‌های بعد از اسلام شامل روم شرقی (بیزانس)، عرب ساسانی، و اموی، عباسی، سامانیان، صفاریان، امرای طبرستان، طاهریان، فرمانروایان بنی دلف، باینجور، علویان طبرستان، بنی سعلوکی، آل زیار و آل بویه، غزنویان، بنی کاکویه، سلجوقیان، خوارزمشاهیان، غوریان، ایلخانان مغول، و دست نشانده، اتابکان موصل، اتابکان زنگی، و بنی زنگی (سنجار و جزیره)، اتابکان یزد، آل مظفر و آل جلایر، سربداران، تیموریان، مرعشیان طبرستان (سادات حسینی مازندران)، امرای آق قوینلو و قراقیونلو، امرای آل کیا، امرای آل مشعشعیان، صفوی، افشاری، دُرّانی، زندیه و قاجاریه، عثمانیان، پهلوی و دوره جمهوری اسلامی در این بخش وجود دارد که حدود ۵۰۰تای آن ماشینی و بقیه چکشی هستند، در ضمن سکه‌های ماشینی از ۲۵ کشور جهان در آن به نمایش درآمده‌است. سکه‌های نقره یادبود ولایتعهدی به تاریخچهٔ ۲۰۲و ۲۰۳و ۲۰۴ قمری ضرب شهرهای سمرقند و اصفهان و محمّدیه (شهر ری) از آثار مهمّ و ارزشمند این بخش هستند.

### گنجینه مدال
از جمله شخصیت‌های علمی و ورزشی مشهور که مدال‌ها، نشان‌ها و یادبودهای خود را به آستان قدس رضوی اهدا نموده‌اند، پهلوان تختی، رضا صادقی، امرالله احمدی، امید نوروزی، مجید خدایی، امیر توکلیان، سید محمود میران و حسن یزدانی می‌باشند. همچنین در طی دهه هفتاد به بعد، مدال‌ها، نشان‌ها و یادبودهای دیگر قهرمانان ورزشی، جانبازان و معلولین و مسابقات علمی داخل و خارج از کشور به مجموعه افزوده شد. این مجموعه که در حال حاضر گزیده‌ای از آن به نمایش درآمده است، در سال ۱۳۹۲ ش. در تالار طبقه دوم موزه رضوی چیدمان شد.

## ساختمان موزه فرش

### موزه فرش

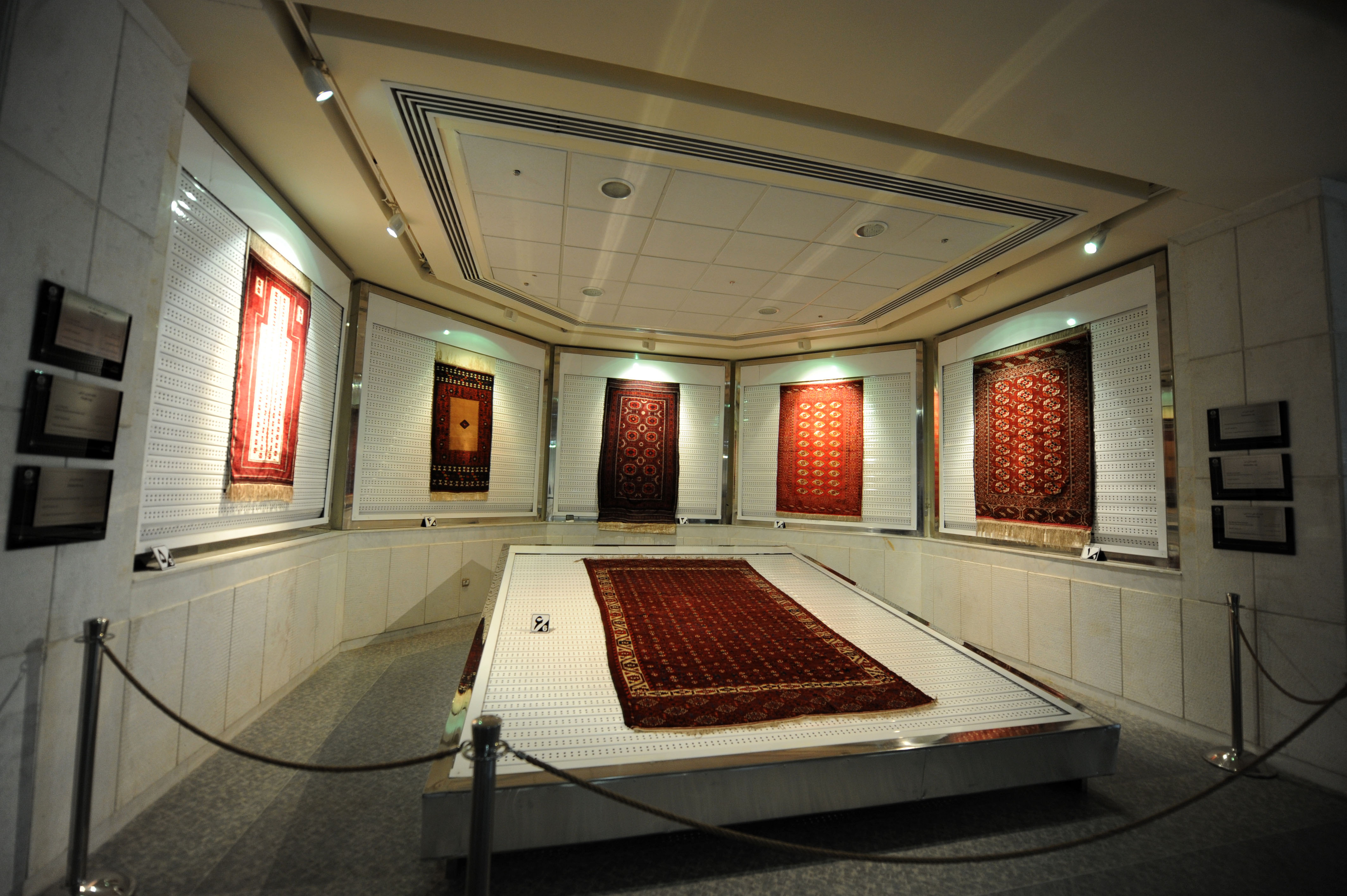
بخش فرش‌ها

فرش‌ها همواره نقش مهمی را در فضاهای معماری حرم رضوی ایفا کرده، به طوری که از آنها جهت مفروش کردن حرم و بیوتات متبرکه، پرده محافظ بر مبادی ورودی و… استفاده می‌شده‌است و تا امروز نیز کاربری خود را حفظ کرده‌است. بخشی از فرش‌های مورد استفاده در حرم مطهر رضوی توسط دوستداران و عاشقان امام رضا اهداء شده‌است.
قدیمی‌ترین فرش‌های حرم مطهر رضوی که اکنون در موزه فرش آستان قدس رضوی نگهداری می‌شود متعلق به دوره صفویه است. نخستین سندی که به استفاده از فرش در حرم مطهر رضوی اشاره دارد، سند شماره ۲۸۴۷۳ مربوط به سال ۱۰۲۱ قمری در دوره صفویه است. اما پیشینه استفاده از فرش در حرم رضوی به پیش از دوره صفویه بازمی‌گردد، چنان‌که ابن بطوطه که در سال ۷۳۳ قمری از خراسان دیدن نموده در کتاب خود ضمن توصیف حرم رضوی به وجود فرش‌هایی اشاره می‌کند که جهت مفروش کردن بقعه استفاده شده‌است.
تاریخچه موزه فرش آستان قدس رضوی
با تأسیس موزه آستان قدس رضوی در سال ۱۳۲۴ علاوه بر سایر اشیای تاریخی، سه تخته قالی متعلق به دوره صفوی نیز در معرض نمایش قرار گرفت. با ساخت موزه جدید در سال ۱۳۵۵ و بازگشایی آن در آغاز پیروزی انقلاب اسلامی تعداد بیشتری از قالی‌های حرم در این موزه به نمایش گذاشته شد. در سال ۱۳۷۷ گنجینه تخصصی فرش در ساختمان موزه قرآن و نفایس در دو طبقه با نمایش حدود ۴۰ تخته فرش گشایش یافت.
در سال ۱۳۸۳ احداث ساختمان موزة اختصاصی فرش درجنب موزة مرکزی آغازشد و پس از تکمیل بنا، در آبان سال ۱۳۹۰ همزمان با عید سعید غدیر خم، گشایش یافت. موزه فرش با داشتن ۳ طبقه فضای نمایشی و ۱ طبقه فضای کارگاهی با زیربنایی به مساحت ۶۶۴۷ متر مربع یکی از بزرگ‌ترین موزه‌های فرش به‌شمار می‌رود. این موزه شامل مجموعه ای غنی از قالی‌های نفیس است که طی دوره‌های مختلف توسط دوستداران و عاشقان امام رضا اهداء یا برای استفاده در حرم رضوی و بیوتات خریداری شده‌است. بسیاری از آنها علاوه بر ارزش تاریخی و هنری، دارای ارزش‌های کاربردی بوده و به عنوان کف پوش، سجاده، ضریح پوش، پرده و … مورد استفاده قرار می‌گرفته‌است. در حال حاضر در این گنجینه ۱۰۲ تخته قالی، قالیچه و تابلوفرش که از نفیس‌ترین شاهکارهای هنری به‌شمار می‌روند و قدمتشان از دوره صفویه تا دوره معاصر می‌باشد، آثار به نمایش درآمده در این موزه در هر طبقه به این ترتیب تقسیم‌بندی شده‌است:
1. قالی‌های بافت مناطق مرکز و شرق کشور و همچنین قالی‌های پرده‌ای در طبقه هم‌کف.
2. قالی‌های بافت مناطق غرب و شمال غرب کشور و همچنین قالیچه‌های بافت ایلات و عشایر کشور در طبقه اول به نمایش درآمده‌است.
3. قالی‌های دوره صفوی و قالی‌های بزرگ مشهد در طبقهٔ منهای یک درمعرض نمایش قرار دارد.

از جمله آثار نفیس به نمایش درآمده در این موزه مجموعه‌ای از قالی‌های (کرک و ابریشم) و نفیس دوره صفوی هستند که به قالی‌های ایران و هند معروف هستند. همچنین قالی‌های پرده‌ای که خاص حرم امام رضا بافته شده‌اند. این قالی‌ها برخی وقف و نذر شده و کتیبه دار می‌باشند (مانند قالی‌های پرده‌ای محرابی درختی، که به تاریخ ۱۳۲۰–۱۳۲۲ ق. به سفارش عبدالله تبریزی توسط استاد محمد کرمانی بافته شده‌اند)، و برخی به سفارش آستان قدس رضوی بافته شده‌اند (مانند قالی‌های پرده‌ای ارجمند کرمانی)، و بر درهای ورودی به فضای زیارتی نصب می‌شدند. قالی‌های استاد عبدالمحمد، عبدالحمید و علی‌خان عمواوغلی و محتشم از آثار شاخص و مورد توجه کارشناسان فرش، و مجموعه قالی‌های تصویری اهدایی برادران صفدرزاده حقیقی از آثار دیدنی این موزه محسوب می‌شوند. از آثار دیگر ارزشمند آستان قدس رضوی مجموعه نفیس منسوجات آن به خصوص صندوق پوش‌ها و ضریح پوش‌های تاریخی و هنری حرم رضوی است، که قدیمی‌ترین اثر کتیبه دار آن مربوط به تاریخ ۹۵۲ هجری است. در حال حاضر قطعاتی از این مجموعه به مرور در موزه حرم رضوی و موزه فرش به نمایش درمی آید.
یکی از آثار زیبای این موزه که شهرت زیادی دارد فرش هفت شهر عشق است که یدالله صفدر زاده حقیقی آن را به این موزه اهدا کرده این فرش سال 1354 بافته شده است طراحی این فرش استاد محمود فرشچیان برعهده داشتند و این فرش هفت شهر مذهبی و مورد علاقه شیعیان را به تصویر کشیده که در یک گنبد و زیر یک محراب قرار داد و ملائک دور تا دور آن در حال طواف هستند .

## ساختمان موزه قرآن و نفایس

### گنجینه قرآن و نفایس
در سال ۱۳۶۴ اولین موزه قرآن جهان توسط آستان قدس رضوی در ساختمانی به مساحت ۱۰۰۰ مترمربع با نام «گنجینه قرآن و نفائس» گشایش یافت  در این گنجینه مجموعه‌ای از قرآن‌های خطی با قدمت تاریخی از قرن سوم تا قرن سیزدهم هجری قمری، همچنین مجموعه‌ای از مرقعات از دوره صفوی تا عصر حاضر، مجموعه‌ای از جلدهای لاکی و روغنی و نقاشی‌های گل و مرغ و تذهیب و خوشنویسی هنرمندان معاصردر آن به نمایش درآمد. برخی از آثار مهم به نمایش درآمده در این بخش عبارتند از: نسخ قرآن به خط کوفی منسوب به دست‌خط ائمه اطهار بر روی پوست مربوط به قرن سوم هجری، جزوات قرآنی به خط و تذهیب و تجلید استاد عثمان ابن حسین وراق مربوط به قرن پنجم هجری، قرآن‌های استاد یاقوت مستعصمی مربوط به قرن هفتم هجری، برگ‌هایی از قرآن منسوب به خط بایسنغر میرزا مربوط به دوره تیموری، قرآن بی‌نظیر و منحصر به فرد به خط بابر شاه از سلاطین سلسله مغولان هندوستان مربوط به قرن دهم هجری، قرآن‌هایی به خط استاد عبدالقادر حسینی شیرازی مربوط به قرن دهم هجری که توسط سلاطین قطب‌شاهی دکن وقف شده، قران کتابت شده توسط دولت محمد با ترجمه فارسی و پنج تفسیر در حاشیه از علمای شیعه و اهل سنت مربوط به قرن یازدهم هجری، قرآن‌های بسیار نفیس با تذهیب به سبک کشمیر و مکتب شیراز مربوط به قرون ۱۲ و ۱۳ هجری. در حال حاضر آستان قدس با وجود حدود ۲۰ هزار نسخه قرآن و جزوه قرآنی بزرگترین مجموعه نسخ خطی قرآن را در اختیار دارد که قدیمی‌ترین قرآن موجود در آن دارای تاریخ وقف ۳۲۷ هجری می‌باشد.
مرقعات و ابزار کتابت
از جمله نفایس خطی موجود در این گنجینه آثاری است که به صورت مرقع به نمایش گذاشته شده است، این مرقعات آلبوم‌هایی از آثار خوشنویسی در اقلام مختلف خط از جمله نستعلیق، شکسته، رقاع، تعلیق، نسخ، ثلث و کوفی  است که متعلق به دوره های صفوی، قاجار و دوره معاصر است. در این مجموعه آثار هنرمندان مختلف از جمله میرعلی هروی، میرعماد الحسنی، درویش عبدالمجید طالقانی، وصال شیرازی و محمد هاشم لؤلؤ اصفهانی به نمایش گذاشته شده است. 
همچنین در این گنجینه ابزار کتابت شامل: مرکب‌دان و دوات‌هایی از جنس برنج، استیل، فولاد و سفال، چاقوی قلم‌تراش، قط‌زن، قیچی فولادی، قاشق تحریر و جلدها و قلمدان‌های لاکی روغنی، فولادِ طلاکوب، برنجیِ کنده کاری شده، چوبیِ منبت کاری شده و خاتم کاری نیز به نمایش گذاشته شده است. اثر نقاشی قهوه خانه ای با تکنیک رنگ و روغن، به ابعاد ۷×۲ متر با موضوع واقعه عاشورا، متعلق به اوایل دوره قاجار از دیگر آثار این گنجینه است. 
تالار نهج‌البلاغه و صحیفه سجادیه
این گنجینه به عنوان هفدهمین گنجینه آستان قدس رضوی ۱۵ بهمن ۱۴۰۱ در همسایگی موزهٔ قرآن افتتاح گردید. در این تالار مجموعا ۶۰ نسخهٔ نفیس خطی شامل ۲۹ نهج‌البلاغه و ۳۱ صحیفهٔ سجادیه به نمایش گذاشته شده است. کهن‌ترین نسخهٔ نهج‌البلاغه در گنجینهٔ نسخ خطی رضوی، صفر ۵۴۴ قمری توسط محمد بن محمد بن احمد النقیب و قدیمی‌ترین نسخهٔ صحیفهٔ سجادیه در شوال ۴۱۶ قمری ابو علی حسن بن ابراهیم بن محمد زامی کتابت شده است.

### گنجینه آثار اهدایی سیدعلی خامنه‌ای

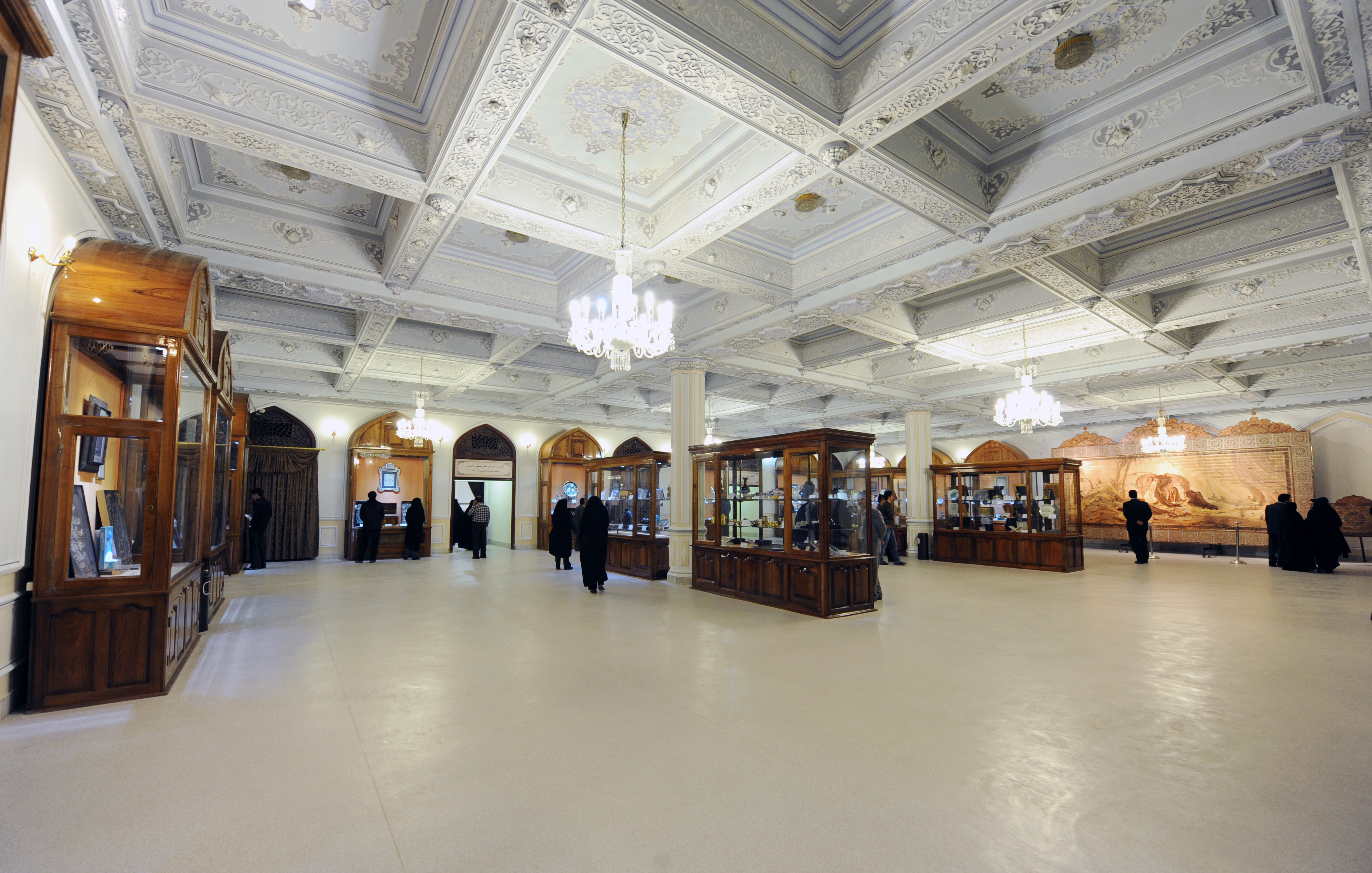
تالار رهبری

این بخش در بهمن ماه سال ۱۳۷۳ در طبقه همکف گنجینه قرآن و نفائس افتتاح شد. سیدعلی خامنه‌ای یکی از واقفان عمده آستان قدس رضوی است که از ۱۳۷۳ تا ۱۳۹۱ حدود ۲۰۰۰ شیء شامل فرش و دست بافت‌ها، انواع تابلوهای نقاشی، معرق، منبت و آثار حجمی، انواع ظرف، سکه و مدال و نشان یادبود و ماکت، همچنین بیش از ۷۰۰۰ نسخه خطی را به آستان قدس رضوی اهدا نموده است. اشیای این مجموعه توسط افراد مختلف مردم و هنرمندان و رهبران سایرکشورهای جهان به رهبر ایران اهدا شده‌است.
برخی از آثار مهم این بخش عبارتند از: بقایای پرچم مبارزات عشایر خوزستان علیه استعمار انگلیس در سال ۱۲۹۳ تابلو بزرگ معرق عصر عاشورا اثر استاد توانا و همکارانش که با استفاده بیش از ۱۰۱ هزار قطعه چوب‌های درختان گوناگون جنگلی و قطعات فلز و صدف معرق کاری شده، تابلوهای نقاشی اهدا شده توسط سران کشورهای آسیای میانه، ماکت کعبه معظمه و مدینه منوره از جنس طلا و نقره، آثار منبت و معرق کاری چوب و صدف اهدایی رهبران کشور سوریه و تابلو فرش‌های تصویری اثر هنرمندان ایرانی، همچنین مجموعه عصاها از ارزش هنری بسیاری برخوردار است.
فرش‌های این مجموعه در موزهٔ فرش و سکه‌های آن در بخش سکه در معرض نمایش قرار دارد.

### آثار اهدایی محمود فرشچیان

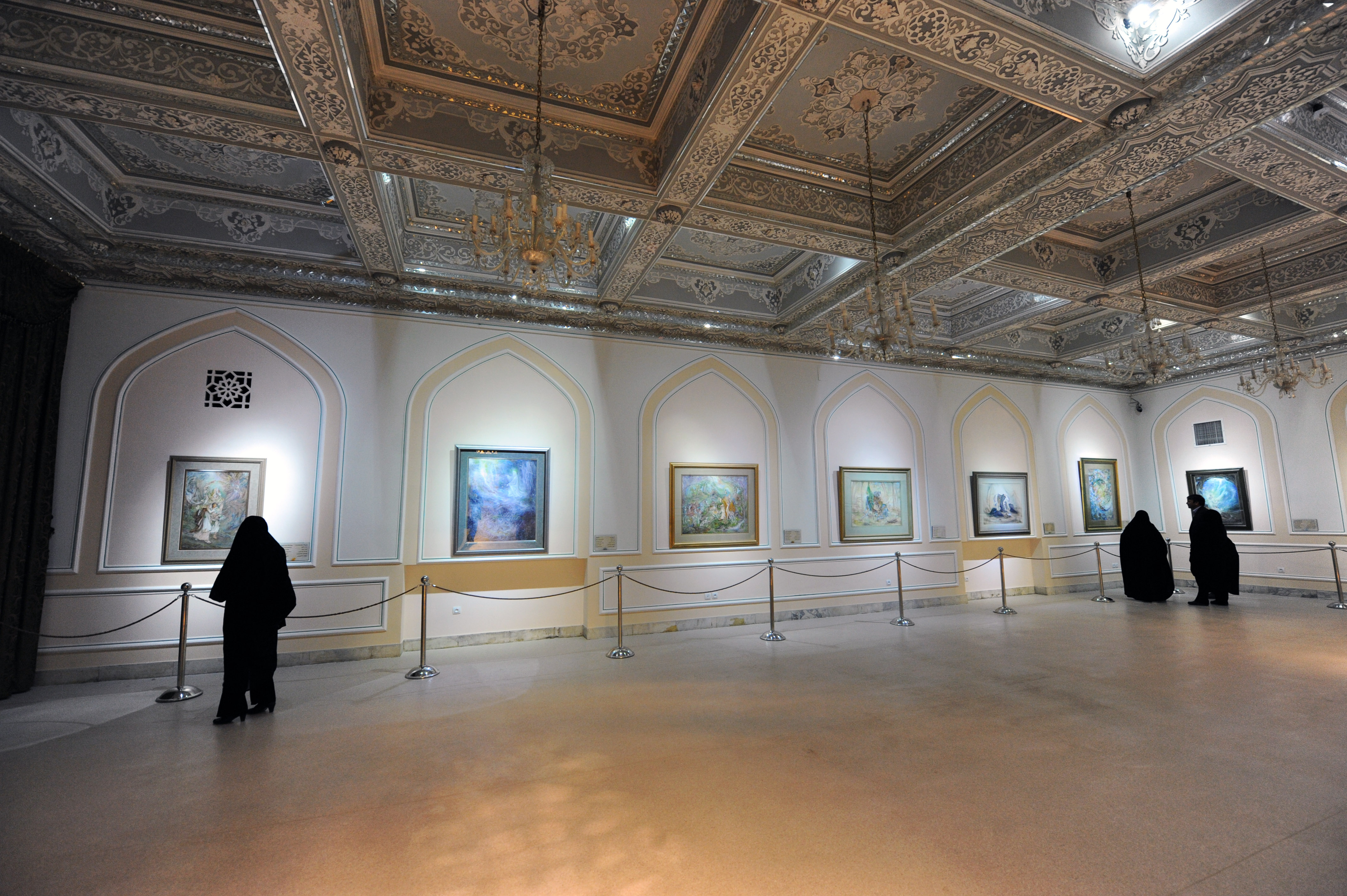
تالار فرشچیان

محمود فرشچیان از سال ۱۳۶۹ تا ۱۳۹۳ پانزده تابلو از آثار خود را به موزه آستان قدس رضوی اهدا کرده است. این آثار تا سال ۱۳۸۸ در بخش هنرهای تجسمی و از سال ۱۳۸۹ در ساختمان موزه قرآن و در تالاری که به نمایش این آثار اختصاص یافت در معرض دید بازدید کنندگان قرار گرفتند. این تابلوها شامل پنجمین روز آفرینش (۱۳۵۲)، عصر عاشورا(۱۳۵۵)، یتیم‌نوازی (۱۳۵۶)، یا رب (۱۳۷۳)، نیایش (۱۳۷۶)، اولین پیام (۱۳۷۹)، توسل (۱۳۷۹)، هدیه عشق (۱۳۸۱)، رمی جمره (۱۳۸۵)، کوثر (۱۳۸۶)، ضامن آهو ۲ (۱۳۸۸)، پرچمدار حق (۱۳۸۹)، ستایش پروردگار (۱۳۹۰) و معراج (۱۳۹۱) هستند، در ضمن محمود فرشچیان در سال ۱۳۶۹ تابلوی نگارگری خمسه آل طیبه را که مربوط به اجدادش بوده به این موزه اهدا کرد.

## موزهٔ مردم‌شناسی
موزه مردم‌شناسی آستان قدس رضوی در سال ۱۳۸۵ در محل حمام مهدی قلی‌بیگ، واقع در ضلع غربی حرم مطهر افتتاح شد. این حمام در سال ۱۰۲۷ ق. توسط «مهدی قلی بیک جانی قربان میر آخور شاه عباس صفوی» وقف آستان قدس شده و از دوره صفویه تا سال ۱۳۶۸ نزدیک به چهار قرن فعّال و زائران و مجاوران حرم مطهر رضوی جهت استحمام وتطهیر از آن استفاده می‌نمودند.
این بنا از سال ۱۳۶۸ به بعد به تدریج متروکه گردید، اما با توجه به اهمیت تاریخی و فرهنگی آن در تاریخ ۵/۲/ ۱۳۷۶ ش. به شماره ثبت ۱۳۷۴ در فهرست بناهای تاریخی کشور قرار گرفت. مساحت آن ۱۸۷۵ مترمربع و یکی از بزرگ‌ترین حمام‌های ایران است که شامل بخش‌های سربینه، میان‌در، گرم‌خانه، خزینه، استخر آب سرد، تون یا آتش خانه می‌باشد.
زیباترین قسمت این حمام سربینه (آن) است که ۸ ستون سنگی پوشش گنبدی آن را استوار نگه داشته، و سه غرفه برای پوشیدن و قرار دادن لباس‌ها جهت مردم عامه و یک شاه‌نشین جهت طبقه اشراف در آن وجود دارد. سربینه به وسیله نقاشی و کاشی‌های زیر رنگی تزئین شده‌است. تزئینات نقاشی این قسمت۱۳ لایه است قدیمی‌ترین لایه نقاشی مربوط به دوره صفوی و جدیدترین لایه متعلق به اواخر دوره قاجار می‌باشد، لایه متأخر آن که اکنون در معرض دید قرار دارد با موضوعاتی همچون زندگی اجتماعی مردم، داستان‌های شاهنامه، داستان‌ها و افسانه‌های ادبی قدیمی ایران و ماه‌های سریانی با کمی اغراق در جزئیات به تصویر درآمده‌است. نورگیری فضاهای مختلف حمام از طریق سقف و توسط نورگیرهای سقفی صورت می‌گرفته‌است.
این اثر ارزشمند در سال ۱۳۸۵ با عنوان موزه مردم‌شناسی آستان قدس رضوی مورد استفاده عموم فرهنگ دوستان قرار گرفت. آثار به نمایش درآمده در این موزه شامل: پوشاک سنتی اقوام مختلف، منسوجات حمام، لوازم آرایش، لوازم حمام، وسایل مورد استفاده در گرم‌خانه، لوازم روشنایی، ظروف فلزی و تصاویری از مشاغل سنتی و نقاشی‌های رنگ روغن به سبک قهوه‌خانه‌ای می‌باشد.

## سایر فعالیت‌های تخصصی در حوزه موزه‌ها
از آنجا که توسعه موزه‌های آستان قدس پس از انقلاب اسلامی مبتنی بر تفکری علمی و فرهنگی و با هدف تکریم و ترویج سنت حسنه وقف بوده‌است، بخش‌های فنی و تخصصی در این حوزه ایجاد یا توسعه یافته‌است. چنان‌که مرمت آثار که قبل از آن به‌طور سنتی تنها به تعمیر کتب خطی و فرش‌ها اختصاص داشته، از این پس با هدف حفاظت از آثار موقوفه در سایر رشته‌ها نیز توسعه یافت و در حال حاضر گارگاه‌های مرمت آثار کاغذی، فلزات، کاشی و سفالینه‌ها، چوب، فرش و منسوجات همراه با آزمایشگاه مجهز مشغول فعالیت هستند. در ضمن ایجاد بخش‌های کارشناسی و پژوهشی چون کاغذ، تزئینات وابسته به معماری، تمبر و اسناد مالی، منسوجات، سکه و هنرهای تجسمی همراه با کتابخانه‌ای تخصصی منجر به تهیه پرونده‌های علمی برای آثار، تهیه اطلاعات فنی، معرفی آثار، پشتیبانی برای توسعه گنجینه‌های تخصصی، پژوهش‌های بنیادی و کاربردی و انتشار کتابهای علمی و تخصصی شده‌است.

## موزه‌ها و کتابخانه‌های وابسته به آستان قدس
در طی حدود هشتاد سال گذشته تاکنون مجموعه‌های بسیار ارزشمندی از نسخ خطی و چاپی و اشیای موزه‌ای به آستان قدس رضوی وقف و اهدا شده‌است که موجب تأسیس موزه‌ها و کتابخانه‌هایی در سایر شهرهای ایران شده‌است. هم‌اکنون آستان قدس رضوی در ۱۷ شهر ایران ۲۳ کتابخانه و چهار موزه وابسته دارد. همچنین کتابخانه راجه در محمودآباد هندوستان جزو این مجموعه می‌باشد. موزه‌های وابسته به آستان قدس شامل موزه ملی ملک در تهران، موزه وزیری در یزد، موزه آیت‌الله مدرس در کاشمر و موزه رفسنجان می‌باشد.